# (2847) Parvati
(2847) Parvati – planetoida z pasa głównego asteroid okrążająca Słońce w ciągu 3,2 lat w średniej odległości 2,17 j.a. Została odkryta 1 lutego 1959 roku w Lowell Observatory. Jej nazwa pochodzi od hinduskiej bogini Parwati, małżonki Śiwy.